# Hlasy mrtvých
Hlasy mrtvých (v anglickém originále A Near Death Experience, též vydáno jako Voices) je kanadsko-americký dramatický televizní film z roku 2008, který natočil režisér Don Terry. Mladá Ellie (Amy Acker) začne po prodělané těžké alergické reakci, při které se ocitne na samé hraně smrti, vidět duchy mrtvých, kteří ji nabádají, aby jim pomohla uzavřít jejich životní pouť. To je i případ zavražděné Taylor (Bronwên Booth), která chce před svým manželem ochránit svého malého syna.

## Příběh
Kurátorka Ellie Dalyová slavnostně otvírá v Bostonu nově vybudované Muzeum vlaků. Na rautu ale prodělá anafylaktický šok, který způsobila alergie na ořechy. Zažije přitom mimořádnou zkušenost: zpovzdálí vidí samu sebe v bezvědomí, jak se nad ní sklání kamarádka Maggie. Také ji přitahuje bílé světlo, ale uvidí i svého manžela Brandana, který zemřel před necelými dvěma roky a který jí řekne, že ještě nenastal její čas. Posléze se probere na lůžku v nemocnici. Po brzkém propuštění si všimne před nemocnicí vzlykající holčičky Tamary, která ji zavede ke svým rodičům, jimž chce něco vyřídit. V nemocničním pokoji však Ellie kromě rodičů spatří i tělo mrtvé Tamary a v šoku uteče.
Doktor Shaw dorazí v Concordu se svou ženou Melissou do domu své sestry Taylor Nicholsonové, kterou však v pokoji naleznou zavražděnou. Melissa z okna uvidí prchat Taylořina muže Daniela.
Po návratu do svého bytu začne Ellie slyšet různé hlasy, které ji volají a chtějí pomoc. Další den potká při procházce parkem mladého muže Dwayna, který ji prozradí, že existuje hodně duchů mrtvých, jako je on sám. Ti všichni hledají někoho, kdo by jim pomohl a byl jejich hlasem. Nejistá žena zajde na jeho žádost do malého knihkupectví, které provozuje jeho bratr s matkou. Dwayne, který zemřel ve vietnamské válce, poví Ellie, co má jeho příbuzným říct, aby se smířili s jeho smrtí, protože právě jejich bolest stále drží Dwayna na Zemi a nemůže tak přejít na druhou stranu.
Díky malému Jamiemu se Ellie seznámí s jeho otcem Gabem, který je ve skutečnosti hledaným Danielem Nicholsonem. Oba se totiž právě ubytovali ve stejném bytovém domě. Při návštěvě jejich bytu opět uslyší hlas a spatří i neznámou ženu – Taylor. Ta se objeví i v jejích snech a v dalších dnech. Nakonec jí prozradí, kdo je a co se stalo. Její muž Daniel ji údajně nejprve postřelil do břicha a následně střelil zezadu do hlavy. A od Ellie chce, aby ochránila jejího syna před otcem–vrahem. Ta se rozhodne, že zavolá policii, ovšem nervózní hovor předčasně ukončí. Z televize se dozví, že právnička Taylor měla být na základě dlouhodobého vyšetřování obžalována ze zpronevěry 1,5 milionu dolarů. Policie si Ellie odveze k výslechu, kvůli očividnému Taylořinu naléhání však zalže, že nikoho neviděla.
William Shaw si mezitím najme soukromého vyšetřovatele, aby našel jeho švagra a zachránil synovce. Detektivovi se to i díky bývalým policejním kolegům podaří a Shaw hned zamíří do Bostonu. Ellie konfrontuje Daniela a ten jí nakonec vysvětlí, že se sice tehdy s manželkou, se kterou se právě rozváděl, hádal. Taylor byla totiž rozrušená, popíjela kvůli oznámené žalobě a hrozila sebevraždou. Nakonec se poprali o volně položenou zbraň, ze které vyšel náhodný výstřel, který trefil Taylor do břicha. Daniel spadl, přitom se udeřil do hlavy a omdlel. Následující den ráno se probral vedle mrtvé manželky; zrovna ale k domu dorazil Taylořin bratr s manželkou a proto zpanikařil a utekl.
Do bytového domu dorazí doktor Shaw, který začne po svém švagrovi a Ellie hned střílet. Ti před ním spolu utečou do Muzea vlaků, kam je však střelec následuje. Po honičce se jim nakonec podaří Shawa zneškodnit a ten jim prozradí, že to on skutečně zabil Taylor oním druhým výstřelem do hlavy, neboť se chtěl sestry i švagra zbavit, protože on byl tou osobou, která zpronevěřila peníze. Do muzea dorazí policie, kterou Eliie, i díky Taylořině pomoci, přesvědčí, že skutečným pachatelem je ve skutečnosti William Shaw.
Taylor, která ví, že jejímu synovi již nic nehrozí, může přejít do posmrtného života. Totéž zanedlouho může i Brandan, Elliein manžel zabitý při autonehodě, kterého zde držela sama Ellie. Ta nakonec pomůže i malé Tamaře, s jejímiž rodiči, kteří si dávají za vinu její smrt, se setká.

## Obsazení
- Amy Acker (český dabing: Jitka Ježková [Nova], Dana Černá [Prima]) jako Eleanor „Ellie“ Dalyová
- Bronwên Booth (český dabing: Jarmila Švehlová [Nova], Radana Herrmannová [Prima]) jako Taylor Nicholsonová
- Steve Cumyn (český dabing: Martin Sobotka [Nova], Pavel Vondra [Prima]) jako Daniel Nicholson
- John Ralston (český dabing: Marcel Vašinka [Nova], Libor Hruška [Prima]) jako doktor William Shaw

## Produkce
Snímek byl natáčen v červnu 2007 v Montréalu a okolí. Pro Muzeum vlaků využil štáb Canadian Railway Museum, jehož areál se nachází v blízkém městě Saint-Constant.

## Vydání
Film Hlasy mrtvých byl premiérově vysílán v USA dne 6. ledna 2008 na stanici Lifetime. V Česku měl film premiéru v noci z 19. na 20. září 2009 (od první hodině ranní) na TV Nova. S odlišným dabingem byl poprvé uveden na stanici Prima Love dne 7. února 2014.

## Přijetí
Recenzenti poznamenali, že thrillerových televizních filmů s nadpřirozenými prvky moc není, což je jednak kvůli omezenému rozpočtu televizních filmů, ale také kvůli běžným divákům televizních filmů, kteří spíše očekávají realistické prostředí a zápletky. Ve snímku Hlasy mrtvých je podle kritiky nadpřirozeno spíše doplňkovým jevem, který pouze přivede hlavní hrdinku k nevyřešenému zločinu. Chválen byl herecký výkon Amy Acker coby protagonistky a také režie Dona Terryho, díky jehož práci příběh odsýpá.